# Cypricercus dentifera
Cypricercus dentifera är en kräftdjursart som beskrevs av Dobbin 1941. Cypricercus dentifera ingår i släktet Cypricercus och familjen Cyprididae. Inga underarter finns listade i Catalogue of Life.